# Vaux-en-Amiénois
Vaux-en-Amiénois är en kommun i departementet Somme i regionen Hauts-de-France i norra Frankrike. Kommunen ligger i kantonen Villers-Bocage som tillhör arrondissementet Amiens. År 2022 hade Vaux-en-Amiénois 440 invånare.

## Befolkningsutveckling
Antalet invånare i kommunen Vaux-en-Amiénois
| Referens: INSEE |